# جان فرانسوا بيل
جان فرانسوا بيل (7 أكتوبر 1981 بالكاميرون - ) هو لاعب كرة قدم كاميروني في مركز الدفاع. لعب مع إتويل كاروغ وتونير ياوندي ونادي بيلينزونا ونادي فادوتس ونادي يانغ بويز ونادي ويل ويورانيا جنيف سبورت ‏.

## وصلات خارجية
- جان فرانسوا بيل على موقع قاعدة بيانات كرة القدم.إي يو (الإنجليزية)
- جان فرانسوا بيل على موقع عالم كرة القدم.نت (الإنجليزية)